# エロンガトウーリサス
エロンガトウーリサス（学名 : Elongatoolithus）は、中国とモンゴルの後期白亜紀の地層で発見された恐竜の卵化石の卵属。他のエロンガトウーリサス卵科と同様に、小型の獣脚類（おそらくオヴィラプトロサウルス類）によって産み落とされ、孵化するまで親によって世話され、抱卵された。同心円状の複数の層に配置された巣の中で発見されることがよくある。その名が示すように、エロンガトウーリサスは非常に細長い卵であった。これは、分類学上のパラタクソノミが付けられた最初の卵化石の1つとして歴史的に重要である。

## 説明
エロンガトウーリサスの卵は小型から中型の卵で、最大で約17センチメートルである。卵は非常に細長く、通常長さは幅の2から2.2倍で、わずかに左右非対称（一方の端がもう一方の端より尖っている）。卵殻の外側の表面は、卵の長軸と平行に並ぶ（lineartuberculate ornamentation）か、不規則な鎖状（ramotuberculare ornamentation）の、細かい節と隆起の模様で装飾されている。卵の端では、装飾がランダムに散在する節（dispersituberculate ornamentation）になることもある:8–10。この装飾は、近縁なマクロウーリサスのものほど顕著ではない。
一般的に、エロンガトウーリサス卵科の殻は2つの構造層で構成されている。内層は乳頭層（または円錐層）と呼ばれ、乳頭と呼ばれる円錐状の構造で構成される。外層は連続層と呼ばれ、鱗状または鱗片状の構造を持つ連続体に融合した殻ユニットで構成されている。エロンガトウーリサスでは、これら2つの層の境界が急峻で、連続層は乳頭層の2から6倍の厚さがある。連続層には、卵の表面と平行に波状の成長線が見られる。彼らはangusticanalicute気孔システムを持っており、卵殻には細くまっすぐな気孔がある。

### 卵種

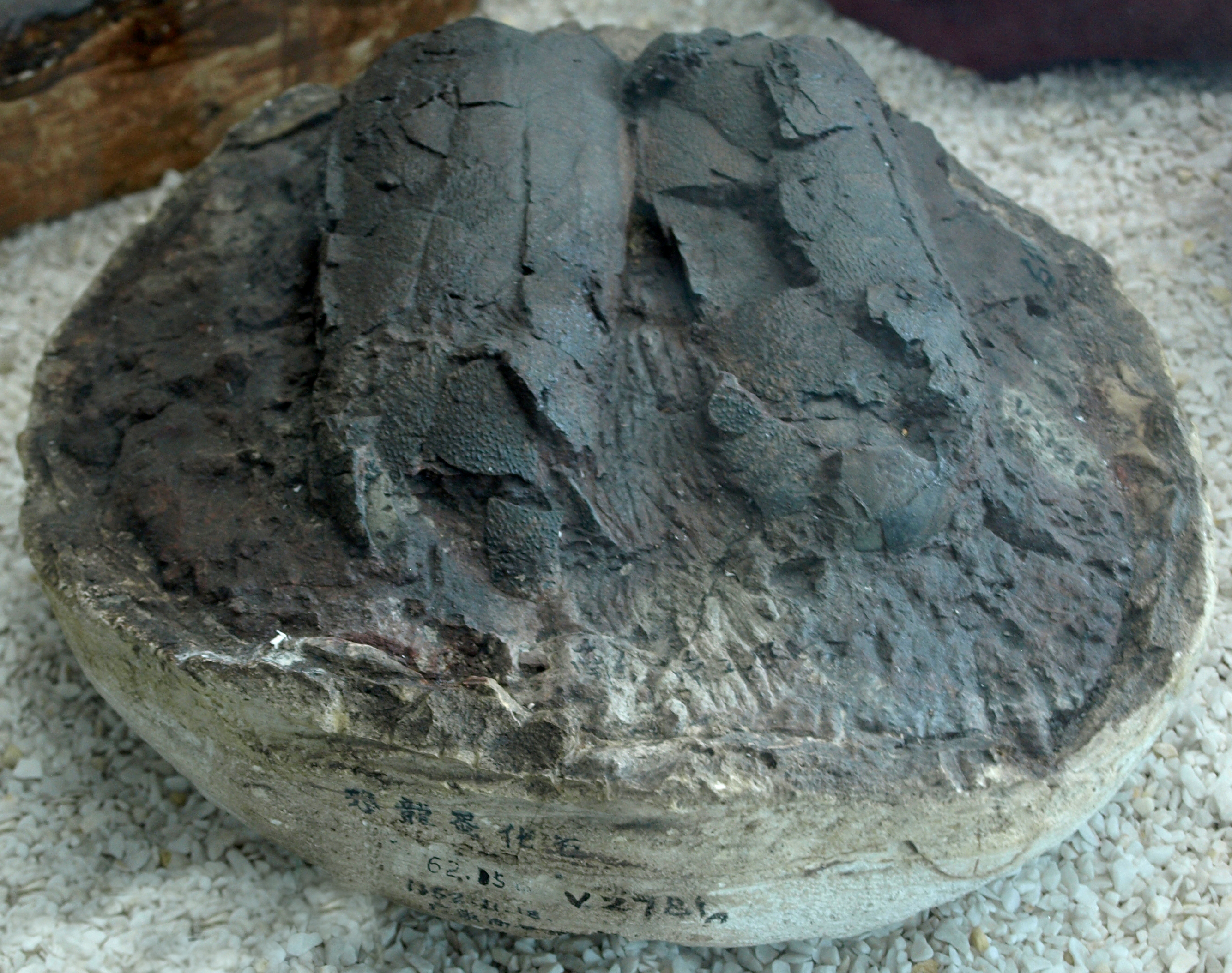
E. elongatus の卵、中国古動物学博物館

エロンガトウーリサスからはいくつかの卵種が知られている。それらは装飾に基づに2つのクラスに大まかに分けられる。ほとんどの卵種は卵の長軸に平行な直線状の隆起を持っているが、一部の卵種（特に E. sigillarius と E. excellens）は卵の長軸に直交する方向に向きを変えた隆起の波状状のパターンを持っている。これら2つのグループ内では、卵種は主に卵殻の厚さ、連続層と乳頭層の比率、卵の全体的な大きさによって異なる。卵全体ではなく断片に基づく卵種の同定には問題となる可能性がある。
- E. andrewsi（タイプ卵種）は、プロトケラトプス科が産んだという、今日では過去の仮説に因み、Protoceratops andrewsi に因んで命名された。卵殻の厚さは1.10から1.49ミリメートルで、その4分の1が乳頭層である[5]。長さ138から151ミリメートル、幅63から77ミリメートル[6][4]。
- E. excellens（「優美な細長い卵」の意）は、長さ9から11センチメートル、幅4センチメートルしかないため、最小のエロンガトウーリサスの卵種でもあり、おそらく最小のエロンガトウーリサス科でもある[7]。卵殻もそれに応じ薄く、厚さは0.3から0.9ミリメートルで、主に0.4から0.7ミリメートルの範囲である。卵の赤道面の周囲には、独特の波打つような隆起模様がある（E. sigillarius に似ている）[3]。
- E. frustrabilis（「欺瞞的な細長い卵」の意）は、E. elongatus や E. andrewsi に似ているが、より大きく、長さ150から170ミリメートル、幅60から70ミリメートルである[3]。殻の厚さは0.8から1.5ミリメートルで、卵の極の部分で最も厚くなる[3]。これはモンゴルのジャドフタ層で最も一般的な種類のエロンガトウーリサスである[8]。
- E. elongatus は、中国の広範囲に分布した卵種[9]。殻の厚さは平均0.91ミリメートルで、そのうち6分の1が乳頭層である[5]。完全な卵は長さ14から15センチメートル、幅6.1から6.7センチメートル[4]。
- E. magnus は、湖南省原産の卵種。名が「大きな細長い卵」を示すように、E. magnus の卵は大きく、長さ162から172ミリメートル、幅63から82ミリメートル。殻の厚さは0.68から0.90ミリメートルで、その約6分の1が乳頭層である。また、2つの層の境界は不明瞭である[10]。
- E. sigillarius は、モンゴル（ネメグト層）で発見された保存状態の悪い単一の卵塊から知られている。その名はラテン語で「装飾された」を意味し、卵殻の特徴的な波紋または斑点に由来しています。卵殻の厚さは赤道地域で0.4から0.8ミリメートルであるが、卵全体では0.3から1.1ミリメートルの範囲になる。完全な卵は長さ 15から17センチメートル、幅6から7センチメートル[3]。
- E. subtitectorius（「細い肋のある細長い卵」の意）は、卵殻に非常に明瞭な縞模様があるモンゴル産の卵種。卵殻は比較的薄く、厚さは僅か約0.7から0.8ミリメートルである装飾部分を除く）。この卵種は断片的なものしか発見されていないため、卵全体の大きさは不明である[3]。
- E. taipinghuensis は、発見された場所に近い中国安徽省の湖、太平湖（英語版）に因み名付けられた。長さは17センチメートル、幅は6から7センチメートル[11]。

## 古生物学と子育て

### 子育て

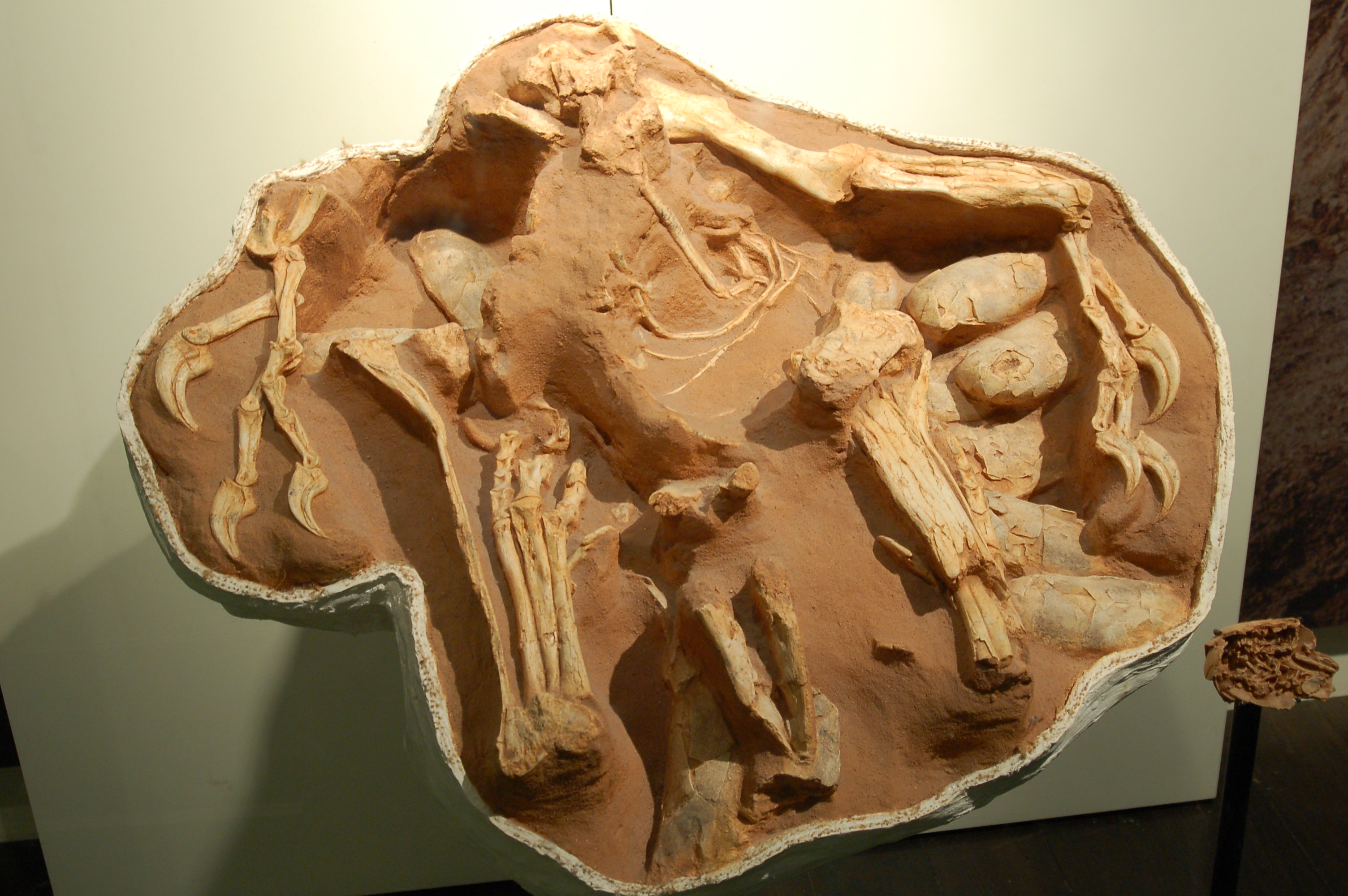
巣に座っているキチパティの親化石

エロンガトウーリサスはオヴィラプトロサウルス類によって産み付けられた可能性が高い。卵のほとんどは胎児や親の痕跡を残さず保存されているが、いくつかのエロンガトウーリサスの巣は成体のオヴィラプトロサウルスの骨格と関連して発見されている。親は巣で卵を温めていたようである。モンゴルの後期白亜紀で、おそらく E. frustrabilis のものと思われる卵の巣と共に、成体のキチパチの骨格が発見された。現代の多くの種類の鳥類と同様に、エロンガトウーリサスの巣は共同巣の父親によって世話され、その巣には複数の雌の卵が含まれていたと考えられる。

### 巣
エロンガトウーリサスからは、いくつかの卵の巣が知られている。彼らは、多層の円形の巣に卵を並べるという、典型的なエロンガトウーリサス卵科のパターンに従う。E. andrewsi のタイプ標本は、少なくとも2つの円形の層に配置された11個の卵を含む、よく保存された巣で構成されている。E. elongatus のタイプ標本は、同様の構造を持ち、13個の卵が入った保存状態の良い巣。これらの卵は割れているが、これは化石になる前に孵化したためと思われる。他のエロンガトウーリサス卵科と同様に、卵はペアで発見される。これは、親が一度に2個の卵を産んだためである。現代の鳥類とは異なり、恐竜は2本の卵管が機能していたため、同時に2個の卵を産むことができた。これは、中国で発見されたオヴィラプトロサウルス類の化石の骨盤内にエロンガトウーリサス卵科の卵が2個保存されていたことからも分かる。
全てではないにせよ、ほとんどのエロンガトウーリサス卵科の巣は親によって埋められなかったと思われる。しかし、Tanaka et al. (2015) による卵殻孔密度の統計的分析によれば、E. elongatus の卵は地中に埋まっていた可能性がある。

## 分類
化石化した卵は、リンネ式階層分類体系と並行した独自の準分類体系に分類される。エロンガトウーリサスと、それに近縁の卵属マクロウーリサスおよびナンシュンゴウーリサスは、この体系で最初に記述された卵属。これらの卵属はすべて、エロンガトウーリサス卵科に分類される。
エロンガトウーリサスには8つの卵種が含まれる。タイプ卵種は1975年に Zhao によって E. andrewsi と指定されたが、その後のいくつかの出版物ではタイプ卵種として E. elongatus が記載されている。もともとエロンガトウーリサスとして記載されていた5つの卵種は、実際にはプリズマトウーリサス卵科に属する。"E." chichengshanensis、"E." chimeiensis、"E." jiangchangensis、"E." laijiaensis、および "E." tiantaiensis（Prismatoolithus tiantaiensisとして再結合された）。

## 歴史
1954年、中国の古生物学者楊鍾健は、莱陽で発見されたいくつかの卵の化石について記述した。その中には、彼が "Oolithes" elongatus と名付けた細長い卵も含まれていた。彼は、それらがプロトケラトプスが産んだとされるモンゴルの卵の化石と類似していることに注目し、"O." elongatus は類似した種類の恐竜が産んだのではないかと推測した。その後、1965年に楊は南雄市で同様の種類の卵を発見した。1975年、中国の古生物学者 Zhao Zikui は、卵化石を卵種、卵属、卵科に分類する、卵殻分類の現代の準分類体系の原型を発表した。彼は、楊の "O." elongatus 標本の大半を含む卵属をエロンガトウーリサスと命名し、2つの別々の卵種に分けた。Yang (1965) が記述した保存状態の良い巣に基づいて E. andrewsi とし、残りの "O." elongatus 標本の大半を E. elongatus とした。部分的に保存された "O." elongatus の巣2つは、独自の卵属ナンシュンゴウーリサスに再分類された。彼はまた、モンゴルと北アメリカで発見された数種類の卵化石も、おそらくエロンガトウーリサスのものであると指摘した。
1979年、湖南省で発見された9個の卵の巣に基づいて、中国の古生物学者 Zeng Demin と Zhang Jinjian によって別の卵種である E. magnus が発見され、命名された。彼らはまた、不確定な卵種の他のエロンガトウーリサス標本についても記載した。
1991年、ロシアの古生物学者 Konstantin Mikhailov は、卵化石の現代的で正式な分類体系を作成した。彼は、Zhao の命名規則を使用し、エロンガトウーリサス、マクロウーリサス、ナンシュウンゴウーリサスをエロンガトウーリサス卵科に残した。彼は、モンゴルの卵のいくつかがエロンガトウーリサス卵科またはエロンガトウーリサスに帰属できると述べた。彼はまた、エロンガトウーリサス卵科が獣脚類の卵であることを認め、プロトケラトプスの卵とされるものとの間に多数の構造上の相違があることを示した。1994年、Mikhailov はモンゴルで発見された細長い卵化石について記述し、検討した際、エロンガトウーリサスの4つの新しい卵種（E. excellens、E. frustrabilis、E. subtitectorius、E. sigillarius）を命名し、さらに名の付いていない他の2つの種についても言及した。また1994年には、エロンガトウーリサスの卵の中にオヴィラプトル類の胚が保存されていたことが発見され、エロンガトウーリサスの獣脚類の親であることが確認された。Mikhailov (1997) は暫定的にこれをエロンガトウーリサスと名付けた。
中国の古生物学者 Yu Xinqi は1998年に安徽省で新たに発見された化石に基づいて E. taipinghuensis と命名した。
2000年、中国の古生物学者 Fang Xiaosi、Wang Yaozhong、Jiang Yan'gen は、卵が豊富な天台盆地から、卵種 E. tiantaiensis を含むいくつかの卵分類群を記載した。2003年 Fang らは、E. chichengshanensis と E. laijiaensis も記載した。しかし、Wang らは2010年に、これらの卵種をエロンガトウーリサスに分類することに疑問を呈した。彼らは、E. chichengshanensisは新しいグループに属するべきであり、E. laijiaensis は類似性を決定するためにさらなる研究が必要であり、E. tiantaiensis はプリズマトウーリサス卵化石に移動されるべきだと主張した。2011年、Wang らは E. tiantaiensisを Prismatoolithus tiantaiensisとして正式に再統合した。2016年に田中らは E. chichengensis と E. laijiaensis、さらに E. chimeiensis と E. jianchangensis（Fang らによって2007年に命名されていた）もプリズマトウーリサス卵科に移動した。